# Meilhac
Meilhac este o comună în departamentul Haute-Vienne din centrul Franței. În 2009 avea o populație de 499 de locuitori.

## Evoluția populației
| An        | 1975 | 1982 | 1990 | 1999 | 2006 | 2009 |
| --------- | ---- | ---- | ---- | ---- | ---- | ---- |
| Populație | 289  | 289  | 251  | 308  | 443  | 499  |